# Ul'janovka
Ul'janovka è una cittadina della Russia europea nordoccidentale, situata nella oblast' di Leningrado (rajon Tosnenskij).
Sorge nella parte centrale della oblast', a breve distanza dai confini sudorientali della metropoli di San Pietroburgo, sulle sponde del piccolo fiume Sablinka.